# Chrysavgí (ort i Grekland, Epirus)
Chrysavgí är en ort i Grekland.   Den ligger i prefekturen Thesprotia och regionen Epirus, i den västra delen av landet, 300 km nordväst om huvudstaden Aten. Chrysavgí ligger 233 meter över havet och antalet invånare är 183.
Terrängen runt Chrysavgí är kuperad västerut, men österut är den bergig. Runt Chrysavgí är det ganska glesbefolkat, med 28 invånare per kvadratkilometer. Närmaste större samhälle är Paramythiá, 4,1 km norr om Chrysavgí. Trakten runt Chrysavgí består till största delen av jordbruksmark.